# Annika Gouder de Beauregard
Annika Gouder de Beauregard est une gardienne internationale allemande de rink hockey née le 10 février 1994.  

## Palmarès
En 2016, elle participe au championnat du monde.